# Мексика на зимових Олімпійських іграх 2022
Мексика взяла участь у зимових Олімпійських іграх 2022, що тривали з 4 до 20 лютого в Пекіні (Китай).
Збірна Мексики складалася з чотирьох спортсменів (трьох чоловіків і однієї жінки), що змагалися в трьох видах спорту.
Гірськолижниця Сара Шлепер і фігурист Донован Каррільо несли прапор своєї країни на церемонії відкриття. Окрім них, Родольфо Діксон взяв участь у змаганнях з гірськолижного спорту, а Хонатан Сото — в лижних перегонах.

## Спортсмени
Кількість спортсменів, що взяли участь в Іграх, за видами спорту.
| Вид спорту          | Чоловіки | Жінки | Загалом |
| ------------------- | -------- | ----- | ------- |
| Гірськолижний спорт | 1        | 1     | 2       |
| Лижні перегони      | 1        | 0     | 1       |
| Фігурне катання     | 1        | 0     | 1       |
| Загалом             | 3        | 1     | 4       |

## Гірськолижний спорт
Від Мексики на ігри кваліфікувалися один гірськолижник і одна гірськолижниця, що відповідали базовому кваліфікаційному критерію.
| Спортсмен       | Дисципліна                    | 1-й спуск | 1-й спуск | 2-й спуск | 2-й спуск | Сума    | Сума  |
| Спортсмен       | Дисципліна                    | Час       | Місце     | Час       | Місце     | Час     | Місце |
| --------------- | ----------------------------- | --------- | --------- | --------- | --------- | ------- | ----- |
| Родольфо Діксон | Гігантський слалом (чоловіки) | 1:17.32   | 43        | 1:17.27   | 32        | 2:34.59 | 35    |
| Сара Шлепер     | Гігантський слалом (жінки)    | 1:06.42   | 47        | 1:05.53   | 36        | 2:11.95 | 37    |
| Сара Шлепер     | Супергігант (жінки)           | Н/Д       | Н/Д       | Н/Д       | Н/Д       | 1:18.17 | 35    |

## Лижні перегони
Від Мексики на Ігри кваліфікувався один лижник, що відповідав базовому кваліфікаційному критерію.
Дистанційні перегони
| Спортсмен    | Дисципліна                        | Класичний стиль | Класичний стиль | Вільний стиль | Вільний стиль | Фінал   | Фінал       | Фінал |
| Спортсмен    | Дисципліна                        | Час             | Місце           | Час           | Місце         | Час     | Відставання | Місце |
| ------------ | --------------------------------- | --------------- | --------------- | ------------- | ------------- | ------- | ----------- | ----- |
| Хонатан Сото | 15 км класичним стилем (чоловіки) | Н/Д             | Н/Д             | Н/Д           | Н/Д           | 53:30.0 | +15:35.2    | 94    |

## Фігурне катання
На Чемпіонаті світу 2021 року в Стокгольмі Мексика здобула одне квотне місце в змаганнях чоловіків.
Одиночні змагання
| Спортсмен        | Дисципліна | КП    | КП    | ДП     | ДП    | Загалом | Загалом |
| Спортсмен        | Дисципліна | Бали  | Місце | Бали   | Місце | Бали    | Місце   |
| ---------------- | ---------- | ----- | ----- | ------ | ----- | ------- | ------- |
| Донован Каррільо | Чоловіки   | 79.69 | 19 Q  | 138.44 | 22    | 218.13  | 22      |